# Lục lạc sét
Lục lạc sét hay đậu sục sạc sét (danh pháp hai phần: Crotalaria ferruginea) là một loài thực vật có hoa trong họ Đậu. Loài này được Benth. miêu tả khoa học đầu tiên.